# گروه اسمیت
گروه اسمیت (انگلیسی: SmithGroup) شرکت معماری آمریکایی است، که در سال ۱۸۵۳ تأسیس شد.